# Sabby Piscitelli
Sabatino "Sabby" Piscitelli (nació el 24 de agosto de 1983) es un luchador profesional y exfutbolista estadounidense.

## Primeros años
Piscitelli comenzó su carrera futbolística en la Escuela Secundaria de Boca Ratón. Comenzó jugando como un junior en la escuela secundaria, jugando tanto defensivo como receptor amplio. Recibió el segundo equipo de todos los honores del estado como un mayor, y recibió cuatro cartas como un outfielder para el equipo de la escuela de béisbol.

## Carrera de Lucha Libre Profesional

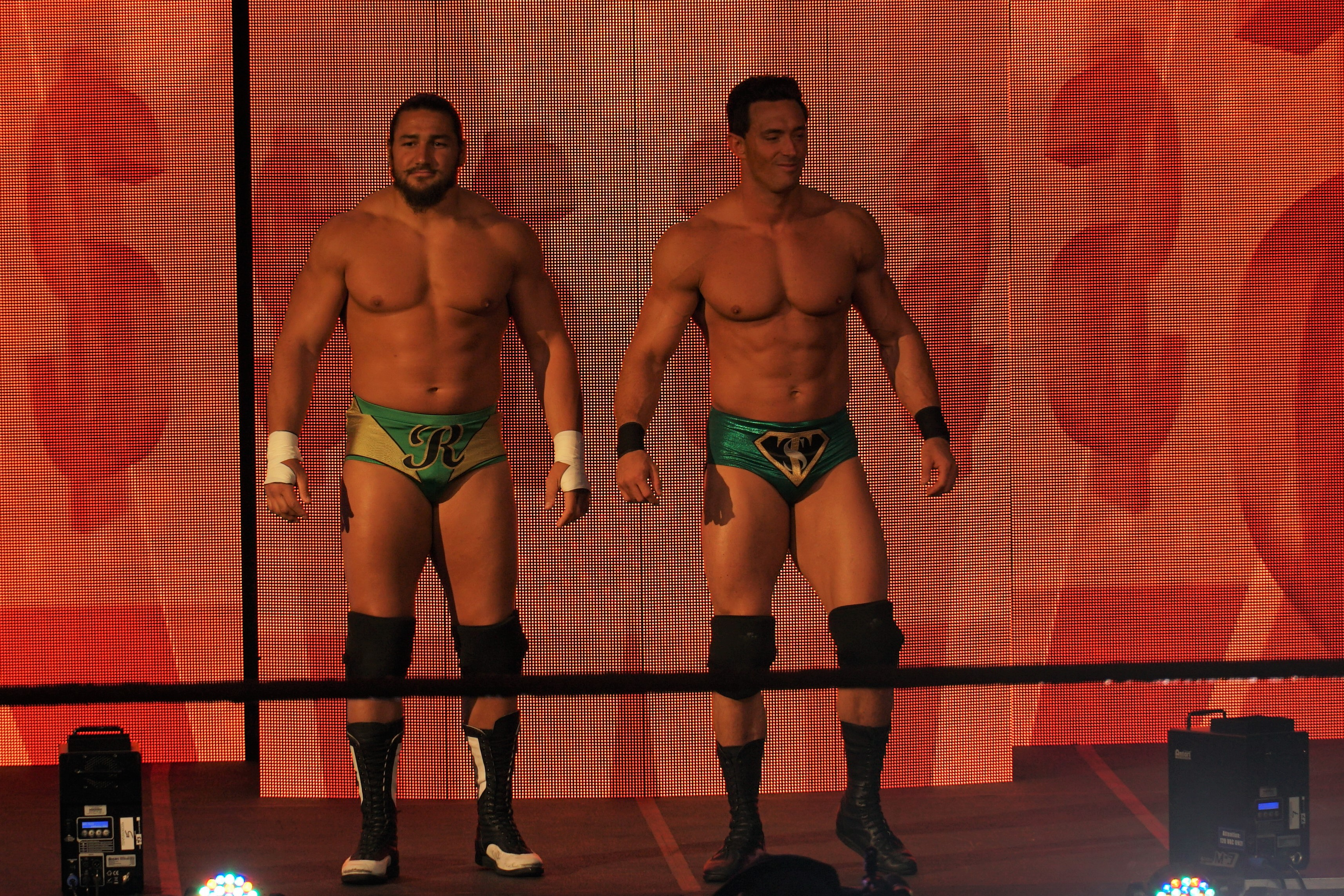
Sabby en la WWE

### WWE

#### NXT (2014-2020)
En octubre de 2014, Piscitelli firmó un contrato de desarrollo con WWE y comenzó a entrenar para convertirse en un luchador profesional en el WWE Performance Center en Orlando, Florida. Hizo su debut en el ring de WWE en un house show de NXT el 4 de abril de 2015, luchando en una batalla real. Después de diez meses de entrenamiento, sufrió una conmoción cerebral durante un evento en vivo de NXT. En octubre de 2015, se le dio el nombre en el ring de Anthony Sabatelli, más tarde cambio a Tino Sabbatelli. Fue presentado en un programa de televisión exclusivo de WWE Network, llamado Breaking Ground, que ofreció su entrenamiento en NXT.
Sabatelli hizo su debut televisivo en el episodio del 12 de octubre de 2016 de NXT, haciendo equipo con Riddick Moss perdiendo ante TM-61 En la primera ronda del torneo Dusty Rhodes Tag Team Classic.
el 4 de enero del 2017 Sabatelli hizo su regreso junto con Riddick Moss siendo derrotados por The Revival luego de no aparecer en NXT, el 10 de mayo en NXT Tino Sabatelli re aparecería con Moss siendo derrotados por DIY.
En 2020, fue liberado de su contrato WWE.

### All Elite Wrestling (2020)
Piscitelli hizo su debut en All Elite Wrestling bajo el nombre de ring Sabby en el episodio del 21 de julio de 2020 de AEW Dark, haciendo equipo con Brady Pierce en un esfuerzo perdido contra Best Friends.

### Regreso a WWE (2020-2021)
El 16 de octubre de 2020, se informó que Piscitelli había vuelto a firmar con WWE.
El 25 de junio de 2021, se informó que fue liberado de su contrato con la WWE.

## Vida personal
Piscitelli tiene un hermano llamado Sean, que también estaba luchando de forma independiente, pero había sufrido una lesión antes de otro tryout con la WWE.
Desde inicios del 2018, mantiene una relación con la luchadora Mandy Rose, el cual el 17 de septiembre del 2022, se comprometieron en matrimonio. y se casaron el 2 de noviembre del 2024.

## En Lucha
- Temas de Entrada
  - "G.O.A.T." por CFO$ ft. Will Roush[7] (NXT; 12 de octubre de 2016–2020)

## Campeonatos y logros
- Pro Wrestling Illustrated
  - PWI lo clasificó en el puesto #351 de los 500 mejores luchadores individuales en el PWI 500 en 2017.[8]